# Circonscription de Bure Wereda
Pour les articles homonymes, voir Bure et Wereda.
La circonscription de Bure Wereda est une des 135 circonscriptions législatives de l'État fédéré Amhara, elle se situe dans la Zone Ouest Godjam. Son représentant actuel est Chane Shemeka Gebremedhin.